# 펠릭스클레르 리델

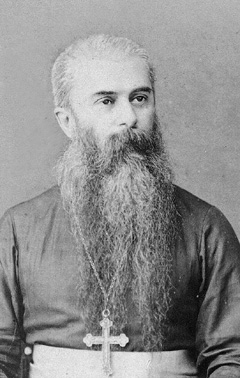

펠릭스클레르 리델(Félix-Clair Ridel, 1830년 7월 7일 ~ 1884년 6월 19일)은 프랑스 파리 외방전교회 소속의 선교사이자 천주교 조선교구의 6대교구장이며 트라키아 필리포폴리스의 명의 주교였다.

## 생애
1861년(철종 12년), 랑드르·요안노 등과 함께 조선에 들어왔다. 베르뇌 주교를 비롯한 11명의 프랑스 신부들과 함께 전도에 힘썼다. 그 결과 1865년(고종 2년)에는 천주교 신도수가 무려 2만 3000명에 달하였다.
1866년의 병인박해에서 살아남은 프랑스 선교사 3명 중 하나였던 리델은 1866년 5월 8일 조선으로부터의 탈출에 성공하였다. 그는 7월 6일 청의 주푸항에 도착했다. 그러나 리델이 도착했을 때 프랑스 극동함대(極東艦隊)사령관 피에르 구스타브 로즈 제독은 톈진에 있었다. 리델은 톈진으로 직행하여 조선에서 발생한 프랑스 신부들의 처형소식을 전하고 생존해 있는 다른 신부 두 명의 신변을 보호하기 위해 즉각 함대를 출항시켜줄 것을 요청했다. 로즈 제독은 인도차이나의 반란을 진압하기 위해 출동한 주력함대가 돌아오는 대로 조선 원정을 단행할 것을 약속했다.

## 저술 활동
이후 리델은 일본으로 건너가 최초의 한국어 사전으로 불리는 <한불자전>, <한불문전>을 편찬하는 데 힘썼다.
- 한불자전(Les missionnaires de Corée (1881). 《Grammaire coréenne》. Yokohama: L. Lévy et S. Salabelle.) : 한국어 표제어와 프랑스어 해석을 같이 쓴 이중어사전이다.
- 한불문전(Les missionnaires de Corée (1880). 《Dictionnaire coréen-français》. Yokohama: C. Lévy.)

또한 그의 저서〈서울에서의 옥중기〉에서는 그 당시 조선의 풍습 및 조선 천주교회의 역사를 알 수 있어, 역사적으로 중요한 문헌으로 꼽힌다.

## 관련 서적
- 《나의 서울 감옥 생활 1878》, 살림, 2008. ISBN 9788952210623